# Télévision en Ukraine
 (avril 2023).
Si vous disposez d'ouvrages ou d'articles de référence ou si vous connaissez des sites web de qualité traitant du thème abordé ici, merci de compléter l'article en donnant les références utiles à sa vérifiabilité et en les liant à la section « Notes et références ».
 (avril 2023).
La télévision a une longue histoire en Ukraine, où la diffusion télévisée régulière commence pendant les années soviétiques en 1951. Cependant, la toute première émission télévisée a lieu le 1er février 1939 à Kiev. Depuis lors, la diffusion télévisée s'est développée, en particulier après la chute du communisme en 1989, et il existe maintenant de nombreuses chaînes et groupes différents sur le marché ukrainien de la télévision.

## Histoire
La première émission officielle a lieu à Kiev le 1er février 1939. Elle dure 40 minutes et montre le portrait de Grigory Ordjonikidze, un homme politique soviétique. Après la Seconde Guerre mondiale, le 6 novembre 1951, un télécentre de Kiev fait ses débuts avec la diffusion en direct du film patriotique « The Great Glow ». Le lendemain, le télécentre recommence à émettre pour célébrer le 34e anniversaire de la Révolution d'Octobre avec une émission spéciale en direct.
Le 1er mai 1952, un concert est diffusé (tourné dans le petit et unique pavillon du télécentre connu sous le nom de « Studio B »), interprété par des chanteurs ukrainiens, solistes de l'Opéra Taras-Shevchenko de Kiev. La présentatrice du concert est la première commentatrice du télécentre de Kiev – Novella Serapionova[réf. nécessaire]. En 1953, la construction du bâtiment du Télécentre de Kiev sur Khrechtchatyk est achevée, juste après ceux de Moscou et de Leningrad[réf. nécessaire]. Des programmes réguliers commencent à être diffusés en 1956. Jusqu'à cette année-là, le télécentre diffuse deux fois par jour des longs métrages ou des documentaires. La diffusion en direct est alors la seule forme de diffusion. Les productions vidéo deviennent la forme habituelle au milieu des années 1960.
La première chaîne nationale régulière commence à diffuser le 20 janvier 1965, sous le nom UT-1 (télévision ukrainienne-1, aujourd'hui UA:First), tandis que le 6 mars 1972, une deuxième chaîne, UT-2, apparaît, faisant du Réseau UT un service public. En 1983, la construction de nouveaux studios de diffusion commence au 42, rue Melnyk, qui ouvre ses portes après la chute de l'Union soviétique en 1993.
Après la révolution orange, la télévision ukrainienne se libéralise[réf. souhaitée], mais pour un temps seulement. En février 2009, le Conseil national de la télévision et de la radio affirme ainsi que « la pression politique sur les médias de masse a augmenté ces derniers temps en modifiant les lois et autres actes normatifs pour renforcer l'influence sur les médias de masse et les organismes de réglementation dans ce domaine ».
En janvier 2009, la Première ministre ukrainienne, Ioulia Tymochenko, refuse d'apparaître dans les programmes d'Inter TV « jusqu'à ce que les journalistes, la direction et les propriétaires de la chaîne de télévision cessent de détruire la liberté d'expression et jusqu'à ce qu'ils se souviennent de l'essence de leur profession — honnêteté, objectivité, et position impartiale ».
Début mars 2014, les chaînes de télévision basées en Ukraine sont supprimées en Crimée avant le référendum sur l'annexion par la Russie. Plus tard dans le mois, le Conseil national ukrainien de la radiodiffusion télévisuelle et radiophonique ordonne des mesures contre certaines chaînes de télévision russes accusées de diffuser des informations trompeuses sur l'Ukraine. En février 2015, la loi « sur la protection de l'espace télévisé et radiophonique d'Ukraine » interdit la diffusion à la télévision ukrainienne d'« œuvres audiovisuelles » qui contiennent « de la vulgarisation, de la propagande, toute promotion de l'action des forces de l'ordre, des forces armées, d'autres forces militaires, ou des forces de sécurité de l'envahisseur ». Un an plus tard, les productions russes (à la télévision ukrainienne) ont diminué de 300 à 400 %[Information douteuse]. 15 autres chaînes de télévision russes sont interdites en mars 2016.
Selon le décret du Cabinet des ministres de l'Ukraine n° 509 du 13 juin 2018, la diffusion analogique est déconnectée sur le territoire de la région de Kirovohrad et de Kiev à partir du 31 juillet 2018. La date de l'arrêt de la diffusion analogique sur le reste de l'Ukraine est fixée au 31 août 2018.
Un sondage du Research & Branding Group de février 2021 révèle que, pour la première fois, les Ukrainiens préfèrent Internet comme principale source d'information au lieu de la télévision (51 % préfèrent Internet et 41 % la télévision).

## Télévision numérique
En 2007 et 2008, des diffusions expérimentales DVB-T de quelques chaînes commencent à Kiev et à Odessa. Celles-ci s'avèrent fructueuses. Pourtant, le programme national pour le développement de la TNT n'est pas approuvé par le gouvernement, le processus est donc bloqué. Deux versions du programme sont proposées : du Ministère des transports et des communications ainsi que du Comité d'État de la télévision et de la radio. Il n'y a pas de progrès particulier en 2008.
Le 26 novembre 2008, le programme national du ministère est approuvé, mais la version finale et donc l'annonce publique sont toujours en attente. La version actuelle du programme ne prend en compte aucun  financement gouvernemental, et le budget doit être privé uniquement, ce qui affecte fortement l'industrie de la télévision et les diffuseurs commerciaux.
En outre, il existe des tiers, tels que le Comité de l'industrie de la télévision et l'Association nationale des radiodiffuseurs, qui représentent respectivement les communautés de radiodiffuseurs nationaux et régionaux. Les deux organisations cherchent à ce que le programme n'affecte pas les activités des plus de 20 radiodiffuseurs nationaux et plus de 150 radiodiffuseurs régionaux.
Le Forum international « Digital Broadcasting in Ukraine » est l'évènement annuel qui se déroule à Kiev, en Ukraine. Sa mission est de rassembler le maximum de consultants internationaux et de spécialistes ukrainiens pour résoudre les problèmes de l'industrie dans le domaine de la TNT. En 2008, le 2e Forum international a lieu à Kiev. Les représentants de la BBC, de Deloitte et du ministère des Communications de Finlande partagent la vision d'un éventuel plan de mise en œuvre de la TNT en Ukraine, offrant les meilleures expériences du Royaume-Uni, de la Finlande, de la France et des États-Unis. Pourtant, aucun des plans n'est pris en compte. Le réseau de télévision terrestre national ukrainien, dont le lancement a lieu en septembre 2011, utilise la norme DVB-T2 pour les quatre multiplex FTA nationaux, pour les émissions SD et HD. Avant de se contenter du DVB-T2, l'Ukraine testait à la fois les options DVB-T/MPEG-2 et DVB-T/MPEG-4, et certains émetteurs expérimentaux fonctionnant selon ces normes existent toujours,.

## Autres technologies
Les services commerciaux de télévision numérique MMDS fonctionnent à Kiev et dans d'autres villes.
Les services DVB-C proposent des chaînes premium (en plus des chaînes analogiques standard) lancés sur les réseaux câblés de Kiev, Odessa, Krementchouk, Poltava, Donetsk et certaines autres villes.

## Diffusion
Depuis février 2019, la diffusion télévisée en Ukraine est disponible au format numérique couleur, via :
- la télévision numérique
- la télévision par satellite
- la télévision par câble (Volia, opérateurs régionaux)
- les services en ligne et IPTV (les plus connus sont Divan TV, Sweet TV, MEGOGO, Handy TV)

Plusieurs radiodiffuseurs commerciaux gratuits existent, ainsi que le radiodiffuseur public, surnommé Suspilne. En plus de son actif métropolitain, Pershyi et d'une station d'art, Suspilne Kultura, Suspilne possède également des stations régionales dans toutes les régions d'Ukraine. Une chaîne parlementaire nationale, Rada, du nom du Parlement ukrainien, est également disponible.
La télévision commerciale est dominée par trois grands diffuseurs : 1+1, StarlightMedia et Inter Media Group, qui est le plus petit diffuseur majeur ukrainien. L'une des principales chaînes d'information ukrainiennes, Channel 5, appartient à l'ancien président de l'Ukraine, Petro Porochenko.
La télévision régionale en Ukraine se compose principalement de réseaux indépendants non affiliés aux principaux diffuseurs de chaque région.
La télévision par abonnement se compose de divers fournisseurs. Les plus grands fournisseurs sont Kyivstar, Viasat et Volia. Dans les régions éloignées, il existe de nombreux petits fournisseurs indépendants qui fournissent des services de télévision par satellite ou par câble.
La télévision communautaire est lancée au milieu des années 2010 pour diffuser les manifestations d'Euromaïdan. Depuis 2019, le secteur est représenté par Hromadske.tv, une chaîne de télévision Internet.

## Liste des chaînes

### Canaux terrestres
| Public                    | Public                             | Public   | Public                         |
| Chaîne                    | Propriétaire                       | Création | Site web                       |
| ------------------------- | ---------------------------------- | -------- | ------------------------------ |
| Pershyi                   | Suspilne                           | 1956     | http://tv.suspilne.media/      |
| Suspilne Kultura          | Suspilne                           | 2003     | http://culture.suspilne.media/ |
| Suspilne Novyny           | Suspilne                           | 2022     | http://suspilne.media/         |
| Suspilne Regional         | Suspilne                           |          | http://suspilne.media          |
| Rada TV                   | Parliament of Ukraine              | 1999     | http://tv.rada.gov.ua/         |
| Army TV (planned)         | Ministry of Defence of Ukraine     |          |                                |
| Commercial                |                                    |          |                                |
| Chaîne                    | Propriétaire                       | Création | Website                        |
| 1+1 Marathon              | 1+1 media                          | 1995     | http://www.1plus1.ua/          |
| 1+1 Ukraine               | 1+1 media                          | 2022     | http://www.1plus1.ua/          |
| Inter                     | Inter Media Group                  | 1996     | http://inter.ua/               |
| Inter+                    | Inter Media Group                  | 2003     | http://interplus.ua/           |
| ICTV                      | Starlight Media                    | 1992     | http://ictv.ua/                |
| ICTV2                     | Starlight Media                    | 2022     | http://ictv.ua/ictv2           |
| 2+2                       | 1+1 media                          | 2006     | http://2plus2.ua/              |
| NTN                       | Inter Media Group                  | 2004     | http://ntn.ua/                 |
| Novy                      | Starlight Media                    | 1998     | http://www.novy.tv/            |
| TET                       | 1+1 media                          | 1992     | http://tet.tv/                 |
| K1                        | Inter Media Group                  | 2005     | http://k1.ua/                  |
| STB                       | Starlight Media                    | 1997     | http://www.stb.ua/             |
| PlusPlus                  | 1+1 media                          | 2012     | http://www.plusplus.tv/        |
| Bigudi                    | 1+1 media                          | 2014     | http://www.bigudi.tv/          |
| UNIAN TV                  | 1+1 media                          | 2010     | http://www.unian.tv/           |
| K2                        | Inter Media Group                  | 2005     | http://k2.ua/                  |
| Zoom                      | Inter Media Group                  | 2007     | http://zoomua.tv/              |
| Mega                      | Inter Media Group                  | 2005     | http://megatv.ua/              |
| Pixel TV                  | Inter Media Group                  | 2012     | http://pixelua.tv/             |
| Enter-Film                | Inter Media Group                  | 2001     | http://enterfilm.com.ua/       |
| Comedy Central            | 1+1 media                          | 2017     | http://paramountcomedy.com.ua/ |
| OCE                       | Starlight Media                    | 2017     | http://www.oce-tv.tv/          |
| 5 kanal                   | Free Media Holding                 | 2003     | http://www.5.ua/               |
| Espreso                   | Ivan Jevago and Ludmila Knjajytska | 2013     | http://espreso.tv              |
| Pryamiy kanal             | Free Media Holding                 | 2017     | http://prm.ua/                 |
| My-Ukrayina               | Igor Petrenko (de jure)            | 2022     | http://weukraine.tv/           |
| TAK TV/Ukraine World News | Ukrdoninvest                       | 2023     | http://uworld.news/            |
| XSPORT                    | Boris Kolesnikov                   | 2012     | http://xsport.ua/              |
| Malyatko TV               | Volodymir Kmetyk                   | 2009     | http://malyatko-tv.com.ua/     |
| Sonce                     | Studio Pilot                       | 2013     | http://sonce.tv/               |
| M1                        | Starlight Media and TAVR Media     | 2001     | http://m1.tv/                  |
| M2                        | Starlight Media and TAVR Media     | 2007     | http://m2.tv/                  |

### Satellite et câble
- English Club TV
- Boîte à musique UA
- 8 channel
- Bigudi
- EU Music
- 4ever Music
- BoutiqueTV
- Eko-TV
- Milady Television
- Malyatko TV
- Canal Pershyi Avtomobilny
- Canal Pershyi Dilovyi
- Télécanal 24
- CHP. Info
- Nadiya (Hope Channel Ukraine)
- Sonce TV
- PORT-MONE TV
- CNL Ukraine
- Discovery Channel Ukraine
- CCM Ukraine
- National Geographic Ukraine
- Da Vinci Apprentissage Ukraine
- Deutsche Welle

### Local
- Kyiv TV
- Typovy Kyiv
- Lviv-TV
- Black Sea TV
- ATR
- Lale
- Glas TV Odessa

### International
- 1+1 internationale
- Inter+
- Ukrinform

## Critiques
Certains militants politiques et publics[Qui ?] reprochent à la télévision ukrainienne, principalement certaines chaînes nationales, de diffuser de grandes quantités de contenus d'origine russe. Selon les calculs des militants de Boycott Russian Films (en), en septembre 2014, la part des productions russes sur les principales chaînes ukrainiennes (Ukrayina, ICTV, NTN, Novyi Kanal, Inter, STB, 2 +2, TET, K1, 1+1) était d'environ 40 %. En octobre et décembre, les militants remarquent une augmentation des quantités de contenu russe sur ces chaînes, avant l'entrée en guerre avec la Russie de facto.
Des militants[Qui ?] critiquent les chaînes ukrainiennes pour leur politique linguistique[réf. nécessaire]. En octobre 2014, des militants publient des statistiques sur la langue du contenu des chaînes ukrainiennes. Selon eux, à l'époque, 29 % sont entièrement en langue ukrainienne, 39,3 % entièrement en langue russe, 23,5 % de contenu en langue russe avec sous-titres ukrainiens et 8,2 % de contenu bilingue (en ukrainien et en russe)[réf. nécessaire]. En 2022, un rapport de la Commission pour la protection de la langue ukrainienne révèle qu'aucune des chaînes de télévision principales en Ukraine ne diffuse uniquement en ukrainien, et que certaines, en violation de la loi martiale alors en vigueur, ne diffusent aucun contenu en ukrainien.

## Influence politique

### Élection présidentielle ukrainienne de 2019
Lors de l'élection présidentielle ukrainienne de 2019, diverses chaînes de télévision ukrainiennes soutiennent, ouvertement ou non, un candidat à la présidence de l'Ukraine.
Cinq groupes soutiennent Porochenko : Channel 5 et Pryamiy, reliées à Petro Porochenko, soutiennent logiquement celui-ci et sont de plus très critiques à l'égard de Volodymyr Zelensky et Ioulia Tymochenko, les autres principaux candidats. Le groupe Inter de Dmytro Firtash soutient Iouri Boïko et Porochenko. TRK Ukraina de Rinat Akhmetov, qui appartient à System Capital Management Holdings, soutient Porochenko, Oleh Liachko et Oleksandr Vilkoul, ce dernier étant le candidat aligné par le Bloc d'opposition, parti d'Akhmetov. Channel 112 de Viktor Medvedtchouk et NewsOne de Yevheniy Mouraïev soutiennent Porochenko, Liachko et Boïko, ce dernier étant le candidat de la Plate-forme d'opposition - Pour la vie, le parti de Medvedtchouk. ZIK de Petro Dyminskyi soutient les alliés de Porochenko en leur permettant de s'exprimer publiquement alors qu'ils font l'objet d'une enquête.
Trois groupes de télévision sont critiques à l'égard de Porochenko : le groupe de médias 1+1 d'Ihor Kolomoïsky soutient Volodymyr Zelensky. Kolomoïsky et Zelensky sont des partenaires commerciaux. La chaîne 24 d'Andriy Sadovyi, soutient Anatoliï Hrytsenko et s'oppose à Porochenko. Nash TV de Yevheniy Mouraïev soutient Vilkoul et s'oppose à Porochenko mais reste neutre envers Tymochenko et Liachko. Sous la Suspilne, propriété de l'État, Pershyi critique Porochenko[réf. nécessaire].
ICTV, Novyi Kanal et STB de Viktor Pintchouk restent neutres tout au long de la campagne.

### Invasion russe de l'Ukraine en 2022

Le marathon télévisé United News

À partir du début de l'invasion de l'Ukraine par la Russie, le 24 février 2022, la plupart des chaînes de télévision ukrainiennes rejoignent Rada TV[pas clair]. La chaîne devient propriété de l'État fin 2021. Après le 26 février 2022, les quatre plus grands diffuseurs, dont les chaînes de télévision 1+1, 2+2, Channel 24 et TRC Ukraina, commencent à diffuser un journal télévisé unique 24h/24 et 7j/7 appelé United News (Єдині новини) qui se répand à son tour sur les autres chaînes et est complété par des informations officielles fournie par des agences gouvernementales pour « fournir objectivement et rapidement des informations complètes sur les différentes régions du pays 24h/24 et 7j/7 »,,.